# Franz Abt
Franz Abt (Eilenburg, 1819. december 22. – Wiesbaden , 1885. március 31.) német zeneszerző és karmester.

## Életpályája
Apja  Franz Gotthardt Abt prédikátor volt. A lipcsei Tamás-iskola és teológia mellett tanult a zenét; első művei révén (1841) zürichi, majd (1852-82) braunschweigi hercegi karnagy lett. 1872-ben Amerikában járt, ahol nagyban ünnepelték. Fia, Franz Alfred Abt szintén karmester lett.

## Művei

### Dalok
- Abend ist´s geworden, Dunkel hüllt uns ein (szöveg: Georg Christian Dieffenbach)
- Alldeutschland
- Auf zum Himmel steigt die Lerche (szöveg: Georg Christian Dieffenbach)
- Bist du mir nah (szöveg: Thomas Moore)
- Das ist im Leben hässlich eingerichtet (szöveg: Joseph Victor von Scheffel)
- Den Kiel umbrausen wild die Wogen (szöveg: Carl Wilhelm Batz)
- Der Sommer ist vergangen (szöveg: Georg Christian Dieffenbach)
- Du bist im Strahlenkleide (szöveg: Eduard Kauffer)
- Du weißt ja wo (szöveg: Peter Cornelius)
- Es blühet das Blümchen (szöveg: Wilhelm Floto)
- Fahr wohl mein Vaterland (szöveg: Carl Wilhelm Batz)
- Gemäht sind die Felder, der Stoppelwind geht (szöveg: Victor Blüthgen)
- Hänschen möcht ein Reiter sein (szöveg: Georg Christian Dieffenbach)
- Hinaus in das Lustgeschmetter (szöveg: Peter Cornelius)
- Ich kenne einen großen Garten (szöveg: Georg Christian Dieffenbach)
- In den Augen liegt das Herz (szöveg: Franz von Kobell)
- Kühl und stille ist die Nacht (szöveg: Rudolf Bunge)
- Mein ewiges Lied bist du (szöveg: Karl Heinrich Preller)
- Mit Jubel steigt die Lerche (szöveg: Georg Christian Dieffenbach)
- Nun ist der laute Tag verhallt (Ave Maria op.533)
- O wär ich am Neckar, o wär ich am Rhein (szöveg: Otto Roquette)
- Schlafe wohl im Tal von Schatten (szöveg: Ida von Düringsfeld)
- Schon fängt es an zu dämmern (szöveg: Emanuel Geibel)
- Serenade (szöveg: Rudolf Bunge)
- Sonne de Sonnen ich grüße dich (szöveg: Karl Heinrich Preller)
- Tannengrün (szöveg: Georg Christian Dieffenbach)
- Und willst du von mir scheiden (szöveg: Wilhelm Hertz)
- Veilchen unter dürren Zweigen (szöveg: Carl Preser)
- Vorbei vorbei die dunkle Nacht (szöveg: Georg Christian Dieffenbach)
- Was Du mir bist (szöveg: B. Rudolph)
- Wenn ich ein Vöglein wär (szöveg: Georg Christian Dieffenbach)
- Wie könnt́ ich dein vergessen (szöveg: August Heinrich Hoffmann von Fallersleben)
- St.-Albans-mise C-Dúr op. 66

### Daljátékok
- Des Königs Scharfschütz
- Reisebekanntschaften
- Die Hauptprobe
- Die sieben Raben
- Rübezahl